# 남부볏랑구르
남부볏랑구르(Presbytis mitrata)는 긴꼬리원숭이과에 속하는 영장류의 하나이다. 이전에는 수마트라잎원숭이의 아종으로 여겨졌으나, 유전자 분석 결과 두 종은 별개의 종으로 밝혀졌다. 남부볏랑구르는 인도네시아 수마트라섬의 고유종이다. 주로 삼림 벌채와 애완동물로 잡히는 동물 때문에 IUCN에서 취약종으로 분류하고 있다.남부볏랑구르는 등에 회색이나 갈색 털이 있는데, 등이 배보다 더 어둡고, 팔과 다리, 꼬리는 더욱 어둡다. 얼굴은 회색이고 뺨에는 흰 털이 나 있고 머리 꼭대기에는 검은 아치가 둘러싼 흰 왕관이 있다. 머리와 몸 길이는 42센티미터에서 57센티미터 사이이고, 꼬리 길이는 62센티미터에서 82센티미터 사이이다. 몸무게는 약 5.9kg이다.
남부볏랑구르는 주행성 동물이고 나무 위에서 생활한다. 주 먹이는 잎과 익지 않은 과일, 꽃, 씨앗이다.